# 克氏副葉鰺
克氏副葉鰺（学名：Alepes kleinii）为輻鰭魚綱鱸形目鱸亞目鲹科副葉鲹属的其中一種，為熱帶海水魚，分布于印度洋北部东岸、红海至澳大利亚以及中国南海、台湾海峡、东海等海域，本魚體呈卵形而側扁，大眼睛有一個發育良好的後部脂肪眼瞼，有兩個背鰭，第一個背鰭具8枚弱硬棘，而第二個具23到26枚軟條。臀其具19到22個軟條，新鮮時體呈藍灰色到綠灰色，在腹部為白銀色。在側線上方的身體上有時存在深色垂直條紋，並且在上鰓蓋和周圍肩部區域上存在大的黑點。除了尾鰭之外，鰭是蒼白到透明的，尾鰭是黃色到暗色的，體長可達16公分，棲息在沿海海域，以浮游性甲殼類及仔魚為食，生活習性不明，可做為食用魚。